# Amphoe Doi Luang

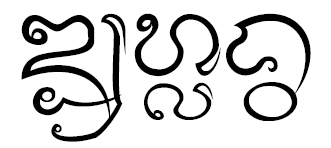
Doi Luang in Lan-Na-Schrift

Amphoe Doi Luang (Thai: อำเภอ ดอยหลวง, Aussprache: ʔāmpʰɤ̄ː dɔ̄ːj lǔaŋ) ist ein Landkreis (Amphoe – Verwaltungs-Distrikt) im Norden der Provinz Chiang Rai. Die Provinz Chiang Rai liegt im äußersten Norden der Nordregion von Thailand.

## Geographie
Benachbarte Landkreise (von Norden im Uhrzeigersinn): die Amphoe Chiang Saen, Chiang Khong, Wiang Chiang Rung und Mae Chan.

## Geschichte
Doi Luang wurde am 15. Juli 1996 als „Zweigkreis“ (King Amphoe) gegründet, bestehend aus Tambon, die von dem Kreis Mae Chan abgespalten wurden. Die thailändische Regierung entschied am 15. Mai 2007, dass alle 81 Unterbezirke den vollen Amphoe-Status erhalten. Diese Entscheidung wurde am 24. August 2007 durch die Veröffentlichung in der Royal Gazette offiziell.

## Verwaltung

### Provinzverwaltung
Der Landkreis Doi Luang ist in drei Tambon („Unterbezirke“ oder „Gemeinden“) eingeteilt, die sich weiter in 33 Muban („Dörfer“) unterteilen.
| Nr. | Name       | Thai     | Muban | Einw. |
| --- | ---------- | -------- | ----- | ----- |
| 01. | Pong Noi   | ปงน้อย    | 11    | 6.190 |
| 02. | Chok Chai  | โชคชัย    | 12    | 8.203 |
| 03. | Nong Pa Ko | หนองป่าก่อ | 10    | 4.611 |

### Lokalverwaltung
Es gibt keine Städte (Thesaban) im Landkreis.
Im Landkreis gibt es drei „Tambon-Verwaltungsorganisationen“ (องค์การบริหารส่วนตำบล – Tambon Administrative Organizations, TAO)
- Pong Noi (Thai: องค์การบริหารส่วนตำบลปงน้อย) bestehend aus dem kompletten Tambon Pong Noi.
- Chok Chai (Thai: องค์การบริหารส่วนตำบลโชคชัย) bestehend aus dem kompletten Tambon Chok Chai.
- Nong Pa Ko (Thai: องค์การบริหารส่วนตำบลหนองป่าก่อ) bestehend aus dem kompletten Tambon Nong Pa Ko.